# Maurois
Maurois é uma comuna francesa na região administrativa de Altos da França, no departamento do Norte. Estende-se por uma área de 2.11 km². Em 2010 a comuna tinha 402 habitantes (densidade: 190,5 hab./km²).